# Mîteaiive (Mîteaiive), Sakî
Mîteaiive (în ucraineană Митяїве) este localitatea de reședință a comunei Mîteaiive din raionul Sakî, Republica Autonomă Crimeea, Ucraina.

## Demografie
Componența lingvistică a localității Mîteaiive
     Rusă (56,98%)
     Tătară crimeeană (21,1%)
     Ucraineană (20,05%)
     Belarusă (1,2%)
     Alte limbi (0,05%)
Conform recensământului din 2001, majoritatea populației localității Mîteaiive era vorbitoare de rusă (56,98%), existând în minoritate și vorbitori de tătară crimeeană (21,1%), ucraineană (20,05%) și belarusă (1,2%).